# Kongsberg Våpenfabrikk
Kongsberg Våpenfabrikk (KV) var ett norskt statsägt industriföretag grundat 1814 i Kongsberg under en ekonomisk nergångsperiod på orten. Från början producerade de blankvapen och handeldvapen för norska styrkor. Företaget fick en storhetstid under efterkrigstiden och levererade både civila och militära produkter. De producerade bland annat delar till stridsflygplanet F-16. Företaget fick stora ekonomiska problem på 1980-talet och avvecklades 1987.
Företagets militära produktion blev vidareförd i företaget Norsk Forsvarsteknologi, senare Kongsberg Gruppen.
Nämnvärda produkter från Kongsberg Våpenfabrikk är bland annat geväret Krag-Jørgensen och sjömålsroboten Penguin.